# جایزه تلویزیونی به انتخاب منتقدان برای بهترین بازیگر زن پشتیبان در مجموعه تلویزیونی درام
جایزه تلویزیونی به انتخاب منتقدان برای بهترین بازیگر زن پشتیبان در مجموعه تلویزیونی درام (انگلیسی: Critics' Choice Television Award for Best Supporting Actress in a Drama Series) رده‌ای از جوایز تلویزیونی به انتخاب منتقدان (BTJA) است تا نقش‌آفرینی بازیگران زن در تلویزیون را به رسمیت بشناسد. این جایزه نخستین بار در سال ۲۰۱۱ معرفی شد. برندگان این جایزه توسط گروهی از منتقدان تلویزیونی که عضو انجمن منتقدان پخش فیلم انتخاب می‌شوند.